# Acidente do Tupolev Tu-154 da Força Aérea Russa em 2016
O Acidente da aeronave da Força Aérea Russa ocorreu em 25 de dezembro de 2016, quando um Tupolev Tu-154 caiu enquanto voava do Aeroporto Internacional de Sóchi, Rússia, para a base aérea de Khmeimim, Síria. Todas as 93 pessoas a bordo foram mortas, sendo 85 passageiros e oito tripulantes.

## Aeronave
A aeronave envolvida era um Tupolev Tu-154, registrada RA-85572, que estava em operação desde 1983.

## Acidente
A aeronave caiu pouco depois da decolagem do Aeroporto Internacional de Sóchi, Rússia. O voo decolou com 93 pessoas a bordo às 5h50 (UTC+3). O voo estava transportando membros da Ensemble Alexandrov, incluindo o seu diretor Valery Khalilov. Nove dos passageiros eram jornalistas das emissoras Channel One Rússia, NTV e Zvezda.
A aeronave caiu no Mar Negro a uma distância de 1,5 quilômetros (1 milhas) da costa mais próxima. Os destroços foram encontrados a uma profundidade de 50 a 70 metros (160 a 230 pés). Todas as 93 pessoas a bordo morreram.

## Passageiros e tripulação
Dos 92 passageiros e tripulação a bordo, 64 eram membros do coro do Ensemble de Alexandrov, o coro oficial das Forças Armadas russas, incluindo seu diretor Valery Khalilov. Os membros do Ensemble viajavam de Moscou para a base militar russa em Khmeimim, perto de Latakia, Síria, para participar das celebrações de Ano Novo.
Entre os passageiros estava a trabalhadora humanitária russa Elizaveta Glinka, o diretor do Departamento de Cultura do Ministério da Defesa russo Anton Gubankov, sete soldados (além de Khalilov), nove jornalistas (três do Canal Um Rússia, NTV e Zvezda) e dois funcionários civis.

## Investigação
Imediatamente após o acidente, o Comitê de Investigação da Rússia lançou um caso criminal para investigar a causa 
Até 27 de dezembro, os gravadores de voz e de dados de voo do cockpit haviam sido localizados e ambos foram posteriormente recuperados e enviados a Moscou para análise, até 28 de dezembro, os corpos de 18 pessoas haviam sido recuperados do mar. Em 29 de dezembro, foi encontrado um terceiro gravador, que faz backup dos dados do CVR e do FDR, o qual, apesar de danificado, revelou mais informações.
Um funcionário russo minimizou a possibilidade de um ataque terrorista como a causa do acidente, concentrando-se mais na possibilidade de erro mecânico ou humano.
Um flash brilhante foi supostamente capturado pelas câmeras de vigilância ao longo da costa de Sochi antes do acidente.   Testemunhas disseram aos repórteres que o avião parecia ter problemas para ganhar altitude, virou 180 graus, começou a descer e caiu no mar.
Em 27 de dezembro, foi noticiado que uma fonte de investigação havia dito à agência noticiosa Interfax que os investigadores russos acreditavam que uma falha nas abas da aeronave havia causado o acidente. O portal de notícias Life.ru foi relatado como tendo obtido uma gravação das últimas palavras de um dos pilotos: "Comandante, estamos a cair". Não houve confirmação oficial.
Em 29 de dezembro foi anunciado pelo Serviço de Segurança de Voo do Ministério Russo que uma análise preliminar dos dados do gravador de voz do cockpit mostrou que não havia ocorrido nenhuma explosão a bordo.
Em 16 de janeiro, o Comitê Interestadual de Aviação, a autoridade civil na investigação de acidentes de aviação, anunciou que seu representante participaria da investigação.
Em 19 de janeiro, a Interfax informou que, durante a busca submarina, também foram encontrados restos mortais de um bombardeiro soviético Douglas A-20 Havoc/DB-7 de Boston, fornecido pelos EUA através do acordo Lend-Lease, que se despenhou em 15 de novembro de 1942.
Em 31 de maio de 2017, o Kommersant da Rússia disse que todas as evidências apontavam para o piloto, o Maj Roman Volkov ter sofrido de ilusão somatogravita. A análise dos dados de vôo sugeriu que o piloto havia "perdido o rumo e ignorado seus instrumentos, acreditando que o jato estava subindo muito forte". Pensava-se que o cansaço era um fator. Especialistas disseram que ele já estava se sentindo mal em terra e tinha dificuldade em colocar o avião na pista correta; ele não conseguia entender de qual das duas pistas ele deveria decolar e de qual caminho para o táxi. Um veículo de escolta foi colocado para levá-lo até a pista correta.